# جورج كروفورد (رجل أعمال)
جورج كروفورد (بالإنجليزية: George Crawford)‏ هو شخصية أعمال أمريكي، ولد في 1861 في Emlenton, Pennsylvania ‏ في الولايات المتحدة، وتوفي في 1935 في بيتسبرغ في الولايات المتحدة.